# جيف إروين (موسيقي)
جيف إروين (بالإنجليزية: Jeff Irwin)‏ هو موسيقي أمريكي، ولد في 12 سبتمبر 1977 في كريف كوير في الولايات المتحدة.

## وصلات خارجية
- جيف إروين على موقع ميوزك برينز (الإنجليزية)